# Pawilon Iglica na MTP
Pawilon Iglica (pawilon nr 11) – hala wystawiennicza Międzynarodowych Targów Poznańskich, zlokalizowana na terenach targowych w Poznaniu, od strony Mostu Dworcowego. Jest jednym z najbardziej rozpoznawalnych symboli MTP i Poznania.

## Historia i architektura
W 1947 rozebrano zniszczoną w czasie II wojny światowej konstrukcję dawnej Wieży Górnośląskiej autorstwa Hansa Poelziga z 1911. Początkowo dolną część Wieży (zachowaną) wykorzystywano jako pawilon ZSRR. W latach 1954–1955 nadano hali obecny kształt, m.in. poprzez likwidację walca starej Wieży, nad pierwszą i drugą kondygnacją. W miejscu dawnego walca umieszczono nowy, o mniejszym promieniu, na którym z kolei ustawiono charakterystyczną iglicę, co nadało całości formę rakiety. Autorem przebudowy był Bolesław Szmidt, który już w 1948 zaproponował pierwszą wersję przebudowy obiektu w formie masywnego, przeszklonego walca (okrąglaka). Według Piotra Marciniaka forma pawilonu zawierała w sobie dwie tezy – poprzez kolistą kontynuację tematu Wieży Górnośląskiej, podkreślono stare tradycje targowe miasta i ciągłość wystaw w obecnym miejscu, a poprzez modernistyczną architekturę zasygnalizowano chęć zmian i promowania nowych wartości, niesionych przez współczesność.
Hala, poprzez kratownicowe zwieńczenie, nawiązuje do realizacji wczesnych konstruktywistów radzieckich, m.in. El Lissitzky'ego i Władimira Tatlina (Pomnik III Międzynarodówki). Jest też kojarzona z moskiewskimi monumentalnymi budynkami socrealistycznymi, zwieńczonymi iglicami – np. Uniwersytetem Moskiewskim.
Obiekt, ustawiony bezpośrednio od strony dworca PKP, stanowił, wraz z ażurowym modelem kuli ziemskiej, symbol międzynarodowego Poznania i otwarcia Polski na świat. Stanowił także dowód na technologiczne zaawansowanie socjalistycznego państwa.
W początkach XXI wieku pawilon poddano gruntownej modernizacji, odsłaniając we wnętrzu nitowaną konstrukcję Wieży Górnośląskiej. Jednocześnie radykalnie zmieniono kontekst urbanistyczny tej części MTP, poprzez budowę przeszklonego nowego holu reprezentacyjnego, który częściowo przysłonił sylwetkę Iglicy.